# Solange Koulinka
Anne Solange Koulinka, po mężu Ipolo (ur. w 1958 w Brazzaville) – kongijska piłkarka ręczna, reprezentantka kraju. Olimpijka.
Reprezentowała Kongo na Letnich Igrzyskach Olimpijskich 1980. Wystąpiła we wszystkich spotkaniach, jakie rozegrała drużyna z Konga na tych zawodach. Były to mecze przeciwko reprezentacjom: ZSRR (11-30), Węgier (10-39), NRD (6-28),  Czechosłowacji (10-23) i Jugosławii (9-39). Koulinka zdobyła łącznie 19 bramek, najwięcej spośród wszystkich kongijskich szczypiornistek. Siedem bramek rzuciła w starciu z Węgrami, pięć ze Związkiem Radzieckim, trzy reprezentantkom NRD, oraz po dwa gole drużynom Czechosłowacji i Jugosławii. Jej drużyna zajęła ostatnie szóste miejsce w zawodach, lecz Koulinka z bilansem 19 strzelonych goli była jedną z najskuteczniejszych piłkarek turnieju (jedynie siedem zawodniczek miało lepszy bilans strzelonych bramek).
Brała udział w mistrzostwach Afryki w 1979 roku, na których jej reprezentacja zajęła pierwsze miejsce. W mistrzostwach Afryki w 1981 roku nie wzięła udziału z powodu kontuzji.
Była trenerką kobiecej drużyny Gabonu, oraz kobiecej juniorskiej reprezentacji Konga. W 2012 roku została sekretarzem generalnym Office Nationale des Sports Scolaires et Universitaires (ONSSU), zajmującego się sportem szkolnym i uniwersyteckim w Kongo. W maju 2018 roku uczestniczyła w pogrzebie Madeleine Mitsotso, również kongijskiej piłkarki ręcznej.
Ma pięcioro dzieci.